# Betty Compson
Betty Compson, född 19 mars 1897 i Beaver, Utah, död 18 april 1974 i Glendale, Kalifornien, var en amerikansk skådespelare. Compson var en flitigt anlitad stumfilmsskådespelare i Hollywood under 1910-talet och 1920-talet. Till hennes mer uppmärksammade filmer hör En natt i hamn från 1928. Hon fortsatte även efter ljudfilmens genombrott, men då i regel i mindre roller. Hon medverkade i över 200 filmer.
För sina filminsatser har hon förärats med en stjärna på Hollywood Walk of Fame vid adressen 1751 Vine Street.